# 中道連合 (イタリア)
中道連合（ちゅうどうれんごう、Unione di Centro、"UdC"）は、イタリアの政党。
書記長は、ロレンツォ・チェーザ（第2代）。正式名称をキリスト教中道民主連合（キリストきょうちゅうどうみんしゅれんごう、Unione dei Democratici Cristiani e di Centro、"UDC"）という。

## 概説
旧キリスト教民主主義（DC）系で、中道右派政党のキリスト教民主中道（CCD）とキリスト教民主連合（CDU）が、2002年2月に統合してキリスト教民主主義者連合（UDC）として発足したものである。
欧州民主党を吸収し、2003年に現在の党名に改称した。
発足当初はシルヴィオ・ベルルスコーニ政権の与党として活動していたが、路線対立から袂を分かち、2008年総選挙では「白いバラ」やイタリア民主社会党（PSDI）などと共に選挙連合「中道連合」（UdC）を結成して選挙に臨んだ。